# Julio Cesar Neves Jr.
Julio Cesar "Morceguinho" Neves Jr. (Balneário Camboriú, 25 de abril de 1994) é um lutador brasileiro de artes marciais mistas. Atualmente compete no peso pena do Bellator MMA.

## Carreira no MMA
Morceguinho começou sua carreira profissional no MMA em 2011 com uma vitória por nocaute sobre Maicon Gregor.
Ele construiu um cartel de 28 vitórias e nenhuma derrota em eventos nacionais antes de ser contratado pelo Bellator MMA.

### Bellator MMA
Seu cartel expressivo chamou a atenção do Bellator, que anunciou a contratação de Morceguinho em outubro de 2013.
Sua estréia no Bellator ocorreu em 18 de abril de 2014, no Bellator 117, contra Josh Arocho, a quem venceu por nocaute técnico no segundo round.
Sua segunda aparição no Bellator MMA aconteceu em 19 de setembro de 2014, no Bellator 125, contra Poppies Martinez, onde venceu por nocaute técnico no primeiro round.
Neves enfrentou Jordan Parsons em 15 de maio de 2015, no Bellator 137. Morceguinho foi derrotado por finalização no último minuto do terceiro round, sofrendo sua primeira derrota profissional no MMA.

## Cartel no MMA
| Cartel no MMA   |             |           |
| 31 lutas        | 30 vitórias | 1 derrota |
| Por nocaute     | 19          | 0         |
| Por finalização | 8           | 1         |
| Por decisão     | 3           | 0         |

| Res.    | Cartel | Oponente                    | Método                                | Evento                                | Data       | Round | Tempo | Local                    | Notas                |
| ------- | ------ | --------------------------- | ------------------------------------- | ------------------------------------- | ---------- | ----- | ----- | ------------------------ | -------------------- |
| Derrota | 30-1   | Jordan Parsons              | Finalização (katagatame)              | Bellator 137                          | 15/05/2015 | 3     | 4:09  | Temecula, California     |                      |
| Vitória | 30-0   | Poppies Martinez            | Nocaute Técnico (golpes)              | Bellator 125                          | 19/09/2014 | 1     | 2:16  | Fresno, California       |                      |
| Vitória | 29-0   | Josh Arocho                 | Nocaute Técnico (cotoveladas e socos) | Bellator 117                          | 18/04/2014 | 2     | 2:37  | Council Bluffs, Iowa     | Estréia no Bellator. |
| Vitória | 28-0   | Nelson Junior               | Finalização (mata leão)               | Sparta MMA 9: Qualify                 | 15/09/2013 | 1     | 0:57  | Itajaí, SC               |                      |
| Vitória | 27-0   | Maikon Jonathan de Carvalho | Decisão (unânime)                     | Sparta MMA 8                          | 24/08/2013 | 3     | 5:00  | Balneário Camboriú, SC   |                      |
| Vitória | 26-0   | Dener dos Santos            | Nocaute (chute na cabeça)             | WOCS 28                               | 10/08/2013 | 1     | N/A   | Gramado, RS              |                      |
| Vitória | 25-0   | Hamilton Ferreira           | Nocaute Técnico (socos)               | WOCS 26                               | 24/05/2013 | 1     | 1:50  | Itajaí, Santa Catarina   |                      |
| Vitória | 24-0   | Renato Gabardi              | Finalização (mata leão)               | Island Fighting Championship 1        | 26/04/2013 | 2     | 4:47  | Palhoça, Santa Catarina  |                      |
| Vitória | 23-0   | Alex de Souza               | Nocaute Técnico (socos)               | Sparta MMA 5: Encontro de Campeões    | 20/04/2013 | 1     | 0:36  | Balneário Camboriú, SC   |                      |
| Vitória | 22-0   | Kaique Fernandes Silva      | Finalização (katagatame)              | Nocaute Fight Champion                | 13/04/2013 | 2     | 2:18  | Curitibanos, SC          |                      |
| Vitória | 21-0   | Danilo Santos               | Nocaute Técnico (chute na cabeça)     | BingoFight                            | 22/03/2013 | 2     | 2:11  | Blumenau, SC             |                      |
| Vitória | 20-0   | Mauricio Machado            | Nocaute (joelhada voadora)            | Sparta MMA 4: Julio Cesar vs. Bad Boy | 16/03/2013 | 1     | 0:37  | Itajaí, SC               |                      |
| Vitória | 19-0   | Tiago Esquilo               | Nocaute Técnico (socos)               | CTA Combat: MMA & Muay Thai           | 09/03/2013 | 1     | 1:08  | Palmeira das Missões, RS |                      |
| Vitória | 18-0   | Kelvin Kuster               | Nocaute Técnico (socos)               | Sparta MMA 3: Class                   | 23/02/2013 | 2     | 2:10  | Balneário Camboriú, SC   |                      |
| Vitória | 17-0   | Ramones Silva               | Nocaute Técnico (socos)               | Tavares Combat 5                      | 16/02/2013 | 1     | 2:47  | Jaguaruna, SC            |                      |
| Vitória | 16-0   | Rafael Bixao                | Finalização (mata leão)               | Tavares Combat 4                      | 03/02/2013 | 1     | 3:26  | Antônio Carlos, SC       |                      |
| Vitória | 15-0   | Vitor Miranda               | Nocaute (chute na cabeça)             | Tavares Combat 2                      | 24/01/2013 | 1     | 2:34  | Itajaí, SC               |                      |
| Vitória | 14-0   | Maicon Juliano Santos       | Nocaute (joelhada voadora)            | Sparta MMA: Sparta Qualify 1          | 12/01/2013 | 1     | 3:14  | Itajaí, SC               |                      |
| Vitória | 13-0   | João Capoeira               | Nocaute (soco)                        | Corupa Fight Champion                 | 22/12/2012 | 1     | 3:37  | Corupá, SC               |                      |
| Vitória | 12-0   | Guilherme Alves Nascimento  | Finalização (chave de braço)          | Tavares Combat                        | 08/12/2012 | 1     | N/A   | Palhoça, SC              |                      |
| Vitória | 11-0   | Guilherme Severo            | Decisão (unânime)                     | Golden Fighters 4                     | 01/12/2012 | 3     | 5:00  | Novo Hamburgo, RS        |                      |
| Vitória | 10-0   | Antonio Bezerra             | Nocaute (joelhada voadora)            | Soul Fight Night                      | 11/08/2012 | 2     | 3:11  | Pirabeiraba, SC          |                      |
| Vitória | 9-0    | Luis André Valentim         | Nocaute Técnico (socos)               | Soul Fight Night                      | 11/08/2012 | 1     | 1:16  | Pirabeiraba, SC          |                      |
| Vitória | 8-0    | Gustavo Mendonça            | Nocaute (joelhada voadora)            | Connect Fight Night 2                 | 17/06/2012 | 2     | 1:16  | Biguaçu, SC              |                      |
| Vitória | 7-0    | Fernando Giacometti         | Finalização (mata leão)               | Energy Force                          | 19/05/2012 | 1     | 1:50  | Navegantes, SC           |                      |
| Vitória | 6-0    | Lucas Moraes                | Nocaute Técnico (cotoveladas)         | Connect Fight Night                   | 31/03/2012 | 3     | 3:04  | Balneário Camboriú, SC   |                      |
| Vitória | 5-0    | Jonathan Giocomossi         | Finalização (katagatame)              | Blufight 2                            | 10/03/2012 | 1     | 3:10  | Blumenau, SC             |                      |
| Vitória | 4-0    | Apostolis Andrade Halianis  | Decisão (unânime)                     | Nitrix Champion Fight 10              | 11/02/2012 | 3     | 5:00  | Camboriú, SC             |                      |
| Vitória | 3-0    | Renato Monaco Tosato        | Finalização (mata leão)               | Blufight MMA                          | 03/12/2011 | 1     | 1:57  | Blumenau, SC             |                      |
| Vitória | 2-0    | Fabio Japonês               | Nocaute (joelhada voadora)            | FPMMA: Combat                         | 13/11/2011 | 1     | 2:17  | São Caetano do Sul, SP   |                      |
| Vitória | 1-0    | Maicon Gregor               | Nocaute (joelhada voadora)            | Octagon MMA                           | 01/10/2011 | 1     | 4:12  | Itajaí, SC               |                      |